# Fusarium brasilicum
Fusarium brasilicum är en svampart som beskrevs av T. Aoki, Kistler, Geiser & O'Donnell 2004. Fusarium brasilicum ingår i släktet Fusarium och familjen Nectriaceae.   Inga underarter finns listade i Catalogue of Life.